# Xiruana
Xiruana is een geslacht van spinnen uit de  familie van de Anyphaenidae (buisspinnen).

## Soorten
- Xiruana affinis (Mello-Leitão, 1922)
- Xiruana gracilipes (Keyserling, 1891)
- Xiruana hirsuta (Mello-Leitão, 1938)
- Xiruana tetraseta (Mello-Leitão, 1939)